# Реборн (кукла)

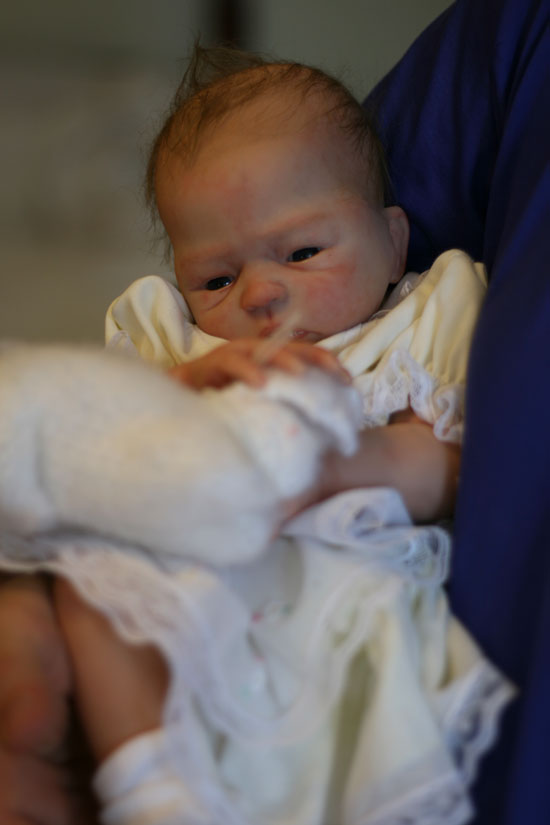
Типовая кукла реборн

Ребо́рн — кукла ребёнка, выполненная в натуральную величину с максимальным реализмом. Мода на создание подобных кукол зародилась в США в конце 1990-х годов. Впервые реборн был выставлен на продажу на eBay в 2002 году, и с тех пор куклы продаются преимущественно через Интернет.

## История
Искусство создания кукол-реборнов началось в 1990-х годах в США. Реборнинг следует давней традиции коллекционеров, художников и производителей, которые реставрируют и улучшают куклы, чтобы изобразить больше реализма.
Интернет позволил кукольникам и коллекционерам кукол создать виртуальное сообщество, ориентированное на реборнов. Первый реборн был выставлен в продажу в 2002 году на eBay. Это позволило реборнерам открывать интернет-магазины, которые функционируют образно как питомники.
Реборнинг пользуется популярностью в США, Канаде и Бразилии. Производители кукол, также воспользовавшись этой тенденцией, продают расходные материалы, инструменты и аксессуары, обслуживающие кукол-реборн. Это позволило реборнерам изобрести новые методы, в результате чего куклы со временем становятся всё более реалистичными. Журналы, книги, организации и конвенции, посвящённые реборнам, были основаны в результате этой популярности.

## Особенности
Реборны — силиконовые или виниловые куклы, созданные реборнерами. Внешний вид куклы зависит от создателя; тем не менее, некоторые художники Reborn позволяют клиентам настраивать свою куклу, обычно используя фотографию для воспроизведения конкретного младенца.

## Создание

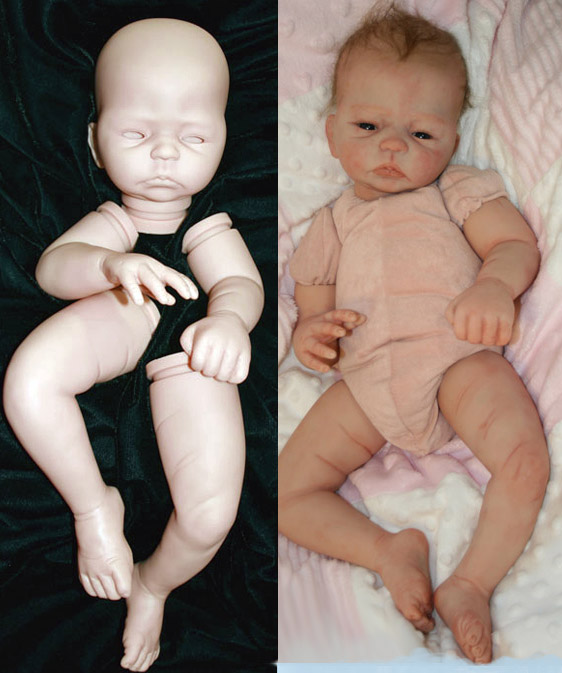
Набор виниловых кукол-реборн

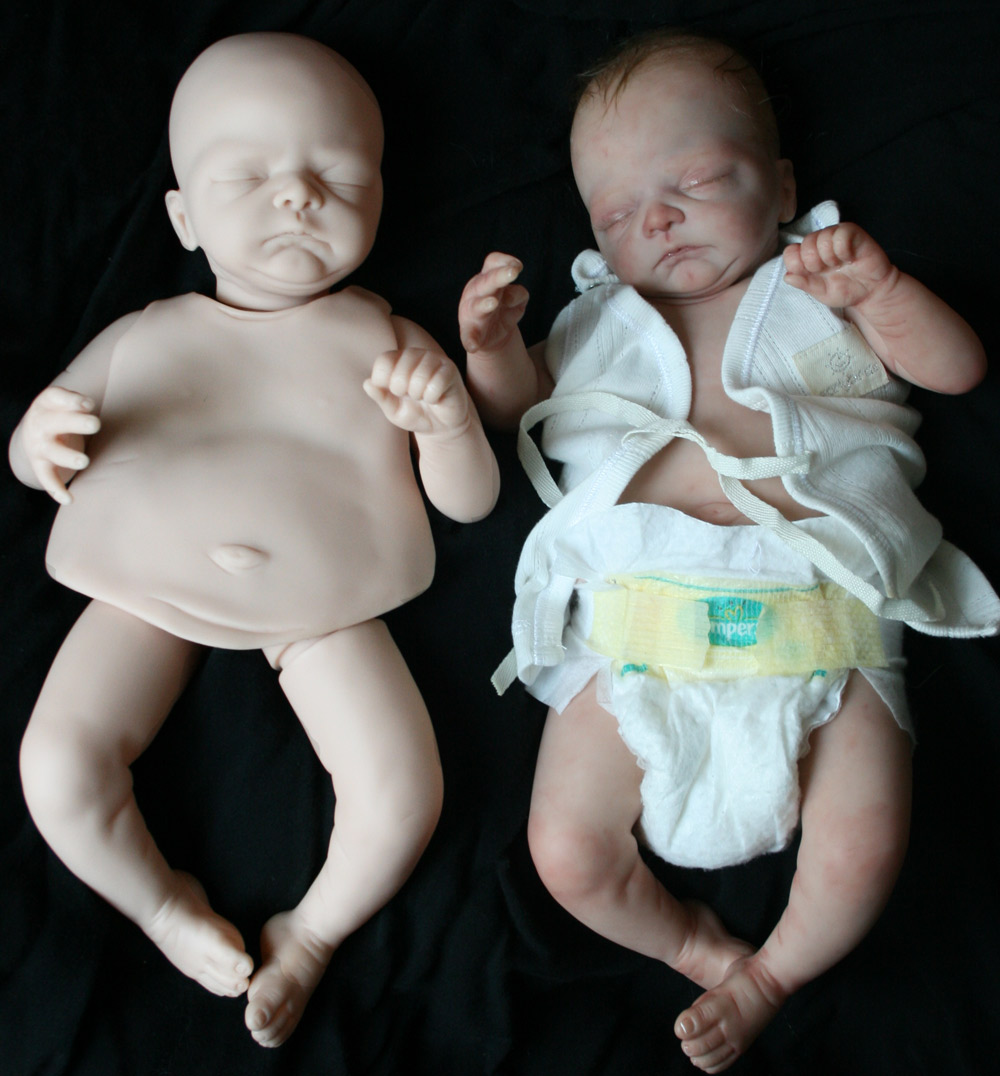
Набор виниловых кукол-реборн с виниловой пластиной для живота

Основой для изготовления реборна являются виниловые голова, руки и ноги. Пресс-формы создаются отдельными производителями, их качество зависит от цены.
Формы кукол обезжиривают и постепенно наносят слои акриловых или масляных красок, чтобы изобразить капилляры, вены, кровеносные сосуды, покраснения. После нанесения каждого слоя краски требуется отопительная фиксация. Таких слоёв краски может быть несколько десятков. Глаза вставляются с рисунком разных оттенков радужной оболочки.
Тело куклы шьют из ткани, набивают различными наполнителями для получения веса подходящего живого ребёнка или меньше. Реборнов одевают в обычную одежду для малышей.
Так как варианты формовочных головок ограничены, предоставление индивидуальных особенностей зависит от мастерства автора. Это достигается за счёт прорисовки кровеносных сосудов, складок, подбора цвета глаз и волос.

## Критика и отзывы

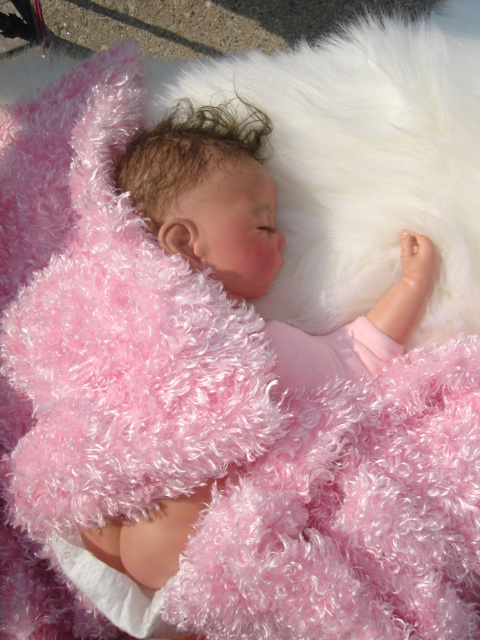
Типичная кукла-реборн с добавлением тканевого корпуса и задней пластины

Реборны имеют сомнительную репутацию. Покупатели относятся к ним как положительно, так и отрицательно.
Кроме коллекционеров, основными покупателями реборнов являются также взрослые женщины, чьи дети уже выросли. Держа на руках реборна, который по форме и весу похож на младенца, женщины вспоминают своих детей, когда они были такими. В штате Иллинойс находится специальная школа, где будущих мам учат ухаживать за будущими детьми с помощью реборнов, что облегчает уход за собственными после рождения. Женщины, которые не успевают рожать и ухаживать за своими или не могут (или не хотят) содержать детей, также покупают реборнов.
Психологи предупреждают, что чрезмерное увлечение перерождением — уход от реальности. Восприятие женщиной куклы как живого существа может быть проявлением негативного поведения, и такому человеку потенциально может понадобиться консультация психолога или психиатра.